# Steady Nelson
Horace Stedman „Steady“ Nelson (* 29. März 1913 in Jefferson (Texas); † 6. Januar 1988 in Orange County, Kalifornien) war ein US-amerikanischer Jazztrompeter und Sänger.

## Leben und Wirken
Nelsons Vater, John Bryan Nelson, war Geiger. Auf der Highschool spielte er Trompete und erhielt wegen seines Mittelnamens (den seine Familie Steadman aussprach) den Spitznamen „Steady“. Nach dem Schulabschluss ging er mit einer Minstrel Show auf Tour und gelangte nach Houston, wo er in einer Wäscherei arbeitete. Nach seiner Heirat 1935 (aus der Ehe gingen fünf Kinder hervor) arbeitete er im Tagesjob als Milchfahrer und spielte daneben in Nachtclubs im Stadtteil South Main. Mit einer Bigband gelangte er nach New York.
Nelson, dessen Trompetenspiel sich an Cootie Williams orientierte, war ab Januar 1939 Solist bei Woody Herman and His Orchestra, auf Platte dokumentiert 1939 in „Woodchopper's Ball“ und 1940 in „Blue Prelude“. Mit Herman sang er auch einige Duette wie „I’m Comin’ Virginia“ und „Rosetta“. 1941 verließ er die Herman-Band und ging zunächst nach Texas zurück, um darauf nach Kalifornien zu ziehen. Dort arbeitete er als Studiomusiker in Radioshows von Garry Moore, Dinah Shore und Jimmy Durante, ferner in den Bigbands von Jimmy Dorsey und Hal McIntyre.  Im Bereich des Jazz war er zwischen 1939 und 1944 an 44 Aufnahmesessions beteiligt, außerdem mit dem Casa Loma Orchestra, Bing Crosby und Mary Ann McCall. In späteren Jahren trat er mit lokalen Bands in Südkalifornien auf.